# Амангельды (Алгинский район)
Амангельды (каз. Амангелді) — село в Алгинском районе Актюбинской области Казахстана. Входит в состав Карабулакского сельского округа. Находится примерно в 47 км к северу от центра города Алга. Код КАТО — 153243200.

## Население
| Численность населения | Численность населения | Численность населения | Численность населения |
| 1989                  | 1999                  | 2009                  | 2021                  |
| --------------------- | --------------------- | --------------------- | --------------------- |
| 214                   | ↗306                  | ↘231                  | ↘124                  |

В 1989 году население села составляло 214 человек. Национальный состав: казахи. В 1999 году население села составляло 306 человек (153 мужчины и 153 женщины). По данным переписи 2009 года, в селе проживал 231 человек (111 мужчин и 120 женщин). По данным переписи 2021 года, в селе проживало 124 человек (58 мужчин и 66 женщин).